# Verbe en chinois mandarin
Le verbe en chinois mandarin ne comporte aucune flexion. Par conséquent, le morphème verbal ne reconnaissant pas la conjugaison, le verbe dépendra donc de sa position dans la syntaxe de la phrase, ainsi que de l'ajout de particules（助词 zhù cí）et de prépositions（介词 jiè cí). Ceci amène à considérer l'importance de l'acte d'énonciation et du mot-outil (虚词 xū cí）dans la construction du verbe en chinois.

## Sous-groupes
Pour des raisons de compréhension de la syntaxe, les verbes chinois peuvent être divisés en trois groupes :

### Verbes d'action
Ces verbes désignent des activités définies dans le temps par un début et une fin, et attribués à une volonté, par exemple :
吃 manger
买 acheter
学 apprendre

### Verbes statiques
Ces verbes désignent des états physiques et mentaux non sensibles aux changements temporels, par exemple :
亮 briller
爱 aimer
希望 espérer

### Verbes de processus
Les verbes de processus reflètent un passage instantané d'un état à un autre, par exemple :
死 mourir
完 finir
破 casser
Ce tableau propose une classification pour les catégories de verbe en fonction de leur comportement syntaxique
|                         | Verbes d'action | Verbes statiques    | Verbes de processus |
| ----------------------- | --------------- | ------------------- | ------------------- |
| 很 （modification)      | X               | V                   | X                   |
| 了 （changement d'état) | V               | X                   | V                   |
| 在 （progressif)        | V               | X                   | X                   |
| Réduplication           | V (tentative)   | V (intensification) | X                   |
| 不                      | V               | V                   | X                   |
| 没 (négation)           | V               | X                   | V                   |

## Les marqueurs d'aspect
Les marqueurs d'aspect sont l'un des seuls dispositifs morphologiques en chinois, étant donné qu'il n'existe pas d'inflexion morphologique pour marquer le genre, le cas, le nombre ou le temps. De ce fait, l'aspect représente une catégorie grammaticale spécifique en chinois.

### 了（changement d'état / perfectif)
Lorsque le verbe traduit une situation avec une limite temporelle claire, 了 (le) indique que l'action arrive à sa conclusion naturelle, et de ce fait, un aboutissement.
Mais lorsque le verbe indique une dynamique plutôt qu'une conclusion naturelle, 了 indique une rupture plutôt qu'un aboutissement de la situation : c'est le 了 de changement d'état.
Le premier exemple illustre un verbe à caractère télique, avec un point d'aboutissement bien défini : c'est le 了 perfectif.
汽车 撞倒 了 房子 La voiture a heurté la maison.
Au contraire, le deuxième exemple indique contient un verbe atélique 游泳 qui implique qu'un évènement a eu lieu et a pris fin à un moment indéfini.
小 鸭子 游 了 泳 Le petit canard a nagé.
了　peut aussi indiquer le caractère inchoatif d'une situation (e.g., Chao 1968; Rohsenow 1976). L'état de fait est devenu vrai, et le moment de l'assertion intervient à un moment indéterminé durant cet état de fait :
张三 胖 了 Zhangsan a grossi.

### 过 (expérientiel)
Le marqueur d'aspect 过 (guò) est souvent qualifié de marqueur expérientiel : il indique qu'un évènement s'est produit, d'habitude dans le passé, et que l'état résultant n'a plus aucune continuité par rapport au présent.
李斯 打破 了 一个 杯子 Lisi a cassé un verre.
了 indique une situation dans laquelle les morceaux de tasse peuvent encore se trouver sur le sol.
李斯 打破 过 一个 杯子 Lisi a cassé un verre [dans le passé].
Par contraste, 过  souligne que l'évènement a eu lieu dans le passé à un moment indéfini et n'a plus aucun lien avec le moment présent.

### 在 (progressif) et 着 (duratif)
La particule 在 (zài) indique une situation ou un évènement en progression, d'oû sa dénomination comme marqueur de progrès. La particule 着 (zhe), quant à elle, décrit une situation conçue comme continuelle, ou durative.
Si un même verbe peut être employé à la fois dans un sens statique et dans un sens dynamique, le premier sens sera assuré par la particule 着 (zhe), et le deuxième par la particule 在 (zài).
Comparer :
她 穿着 一件 裙子 Elle est en train de porter une jupe.
她 在 穿 一件 裙子 Elle est en train de mettre une jupe.

## Les coverbes
Les coverbes sont des verbes transitifs qui précèdent le verbe principal d'une phrase. Il convient de distinguer, dans la phrase, les instances purement prépositionnelles des instances verbales : en effet, Wang Li dans le 辞海 (1958) et d'autres dictionnaires étymologiques, considèrent que les coverbes étaient tous des verbes transitifs en chinois archaïque, et ce malgré leur usage principalement prépositionnel aujourd'hui :

对 案 不 食 Il faisait face à la table, et ne mangeait pas [cité dans le 辞海] 

Les structures avec coverbes doivent être distinguées des structures des verbes sériels, en ceci que les coverbes, en tant que structures prépositionnelles, expriment la modificiation d'une action, alors que les verbes sériels expriment plusieurs actions consécutives.
Comparer :
他 拿手 擦汗 Il a essuyé sa sueur avec sa main.
他 拿布 擦汗 Il prend un tissu pour s'essuyer le front.
Dans la première phrase, le groupe 拿手 est une instance prépositionnelle qui qualifie une modalité du verbe 擦. 拿手 et 擦 ne désignent pas deux moments consécutifs, mais une seule action. Au contraire, dans la deuxième phrase, bien que la construction sérielle montre une relation instrumentale entre le premier verbe et le deuxième, deux actions distinctes sont montrées : 拿 布 est considéré comme un groupe verbal à part entière.

## Les verbes pivots
Les verbes pivots introduisent des groupes verbaux dont l'objet est le sujet d'un groupe verbal suivant. 
Ils peuvent être facilement confondus avec les coverbes, d'autant que certains verbes pivots peuvent servir de connecteurs logiques.
Par exemple :
任 你 在 怎么 宣传， 他们 都 来 个 相应不理。Peu importe la manière dont tu répands le message, ils vont tous l'ignorer.
Ici 你 est à la fois le sujet de 任 (à la fois connecteur logique entre les deux propositions et verbe de la première) et l'objet du verbe suivant 宣传。

## Les verbes séparables

### Verbes séparables prenant la forme verbe + nom
Les verbes séparables prenant la forme d'un verbe associé à un nom (V + N), sont définis par une relation syntaxique au cœur de la phrase. Ils peuvent être séparés entre eux à la manière de n'importe quelle structure transitive, ce qui se traduit par des procédés de thématisation avec interversion de la place des composés dans la phrase，ou encore l'insertion de classificateurs et / ou d'adjectifs :
他洗 一个 痛快 的 澡。Il a pris un bain agréable.

#### Composés idiomatiques prenant la forme verbe + nom
Il existe des composés idiomatiques prenant la forme V + N qui, contrairement aux verbes séparables avec la forme V ＋ N, acceptent un objet syntaxique comme dans l'exemple ci-dessous l'adverbe 很 :
她 很 担心 你。Elle s'inquiète beaucoup pour toi.
Ces composés idiomatiques, contrairement aux verbes séparables ordinaires V + N, n'acceptent pas les structures de thématisation ou de passivation comme le montrent les contres-exemples suivants avec 伤心.
我伤 了他  的心。J'ai blessé son cœur.
他 心 被 伤 了。Son cœur a été blessé.
Cependant il est possible d'insérer des marqueurs d'aspects entre les deux unités, comme pour les verbes séparables :
他 担 过 心 她。Il s'est inquiété pour elle [dans le passé].

### Verbes séparables prenant la forme verbe + adjectif ou verbe
Les verbes séparables disposant d'une structure correspondant à un verbe accompagné d'un adjectif, ou d'un verbe accompagné d'un autre verbe, s'illustrent quant à eux par la possibilité d'être séparables exclusivement pour intégrer des structures potentielles, telles que :
我 看得见 他 ／  看不见 他。Je peux le voir / je ne le vois plus.
A contrario, l'ajout d'un marqueur d'aspect se fera à la suite des verbes, comme le montre l‘exemple suivant avec 了 :
我 看见 了 他。Je l'ai vu.
Les verbes séparables composés d'une structure V + A/V sont parfois appelés composés résultatifs (voir section suivante).

## Les composés résultatifs
Les composés résultatifs verbaux sont des composés verbaux constitués de la combinaison d'un premier verbe avec un second verbe ou adjectif, considérés habituellement comme séparables, et où le second verbe indique un résultat du premier.
Contrairement aux verbes séparables, les composés résultatifs ne peuvent être séparés en deux morphèmes afin d'intégrer par exemple entre eux le marqueur du perfectif 了.
On écrira par exemple :
他 打破 了 杯子 Il a cassé un verre.
Selon par exemple Li & Thompson (1981), les composés résultatifs se définissent sémantiquement par la possibilité d'accepter les marqueurs potentiels, afin de marquer la durée d'un état résultatif :
这 本书，我 看的完 ／ 不完 Je peux / ne peux pas lire ce livre jusqu'à la fin.
Il existe cependant des composés résultatifs qui ne marquent pas le potentiel, formant dans la phrase des ensembles transitifs ou non, indivisibles, dans lequel le deuxième verbe est lié au premier comme unité lexicale :
```
   • 加强 jiā qiáng : augmenter (V + A)
   • 批评 pī píng : critiquer (V + V)
   • 扩大 kuò dà : élargir (V + A)
   • 改良 gǎi liáng : améliorer (V + A)
```

## Les verbes sériels
L'association de plusieurs verbes en chinois mandarin, à cause de l'absence d'unités connectives et de catégories grammaticales prédéfinies, implique que l'ordre et le contexte des unités verbales jouent sur le sens de l'énoncé :
他 吃完饭 了 去 洗澡  Il est allé prendre un bain après avoir mangé.
- Les séquences instrumentales supposent que le premier verbe illustre une manière de réaliser l’action, impliquant une relation instrumentale.

他 开车 走 了  Il est venu en voiture.
- Les séquences locatives impliquent un état statique qui dure alors que l’action du second verbe se déroule.

他 站 在 车 旁 微笑  Elle se tenait près de la voiture en souriant.
- Les séquences caustives indiquent une relation de cause à effet entre le second verbe et le premier.

他 生病 去 医院 了  Étant malade, il est allé à l’hôpital.

## Les compléments directionnels
Les compléments verbaux directionnels sont analogues aux compléments résultatifs, en ceci qu’ils sont partagés entre des unités ayant chacune leur sens de manière indépendante, et des structures dont la valeur au sein de l’argument dépend de l’unité grammaticale entière, exigeant l’unité des deux morphèmes.
Comparer :
我们 登山 了 山顶 Nous avons escaladé le sommet de la montagne.
他 爱上 了 一 位 女演员  Il est tombé amoureux d’une actrice.
Dans la première phrase, les deux unités conservent, de façon indépendante, un sens spatial sans avoir besoin de thème indiqué :
我们 登 了 山顶  Nous avons escaladé le sommet de la montagne 
我们 上 了 山顶 Nous sommes montés sur la montagne.
Dans la seconde phrase, 爱 n’est pas séparable, sémantiquement, de 上, et ne requiert pas, dans la phrase, un agent indiquant un mouvement spatial. Pris ensemble, ces deux morphèmes expriment le point de départ d’un nouvel état ou condition.
La sémantique de la phrase dépend également de la position du complément directionnel.
他 送来 了 一碗汤， 可是 还 没 到  Il a amené un bol de soupe, mais n’est pas encore arrivé.
他 送 了 一碗汤 来， 可是 还 没到  Il est venu avec un bol de soupe, mais n’est pas encore arrivé.
La position des verbes dans la première phrase implique un point d’arrivée, une action ayant un caractère télique. Au contraire, dans la seconde phrase, le second verbe 来 (lái) indique la continuité de l’action au-delà de tout point d’arrivée défini dans le temps, puisque l‘acte d'amener un bol de soupe peut avoir été accomplie, ou pas.

## La négation
Les particules 不 (bù) et 没 (méi) sont utilisées dans différents phrases du chinois mandarin en tant que marqueurs de négation.
不 n’est pas considéré comme un marqueur de négation grammaticalement correct, au contraire de 没, dans les phrases avec aspect progressif (ici le marqueur d’aspect progressif 在) :
他 没在 洗澡  Il n’est pas en train de prendre un bain.
De même pour les constructions exprimant l’aspect duratif (ici le marqueur d’aspect duratif 着) :
墙上 没挂着 一幅画 Il n’y a aucune peinture accrochée au mur.
Alors que 不 agit sur des structures verbales ayant un aspect statique, ne nécessitant pas de degré d’énergie afin de compléter l’action, 没 peut être utilisé dans des phrases considérées comme perfectives.
我 没有 吃 苹果  Je n’ai pas mangé de pommes.
我 不 吃 苹果  Je ne mange pas de pommes.
La première phrase a le sens perfectif d’un action délimitée dans le temps. L’action est considérée comme référant à un contexte situé dans le passé. La seconde phrase reflète, quant à elle, une réalité générale dépendant du sujet, de sa volition ou située dans le futur.
De même, 不 ne peut être utilisé de manière conjointe avec le marqueur du perfectif 了.

没 sera utilisé pour la négation de compléments potentiels, au contraire de 不。
他 没 玩 的 很 累 Il a arrêté de jouer avant d’être fatigué.
Le complément potentiel requiert en effet le sens d’une action pouvant être amenée à son terme, en rapport avec la situation temporelle. Il est possible d’utiliser 不 dans une structure potentielle négative :
他 玩 的 不累 Il joue sans être fatigué.
Dans ce cas, la référence temporelle est perdue afin d’illustrer une situation statique.

### Publications
- [Jianzhong 2003] Jianzhong 建忠 Pu 僕, Learner behaviour of verbs : colligation, collocation and chank = 学习者动词行为 : 类联接, 搭配及词块, Kaifeng Shi : Henan da xue chu ban she, 河南大学出版社｜année=2003,‎ 2003, 283 p. (ISBN 978-7-81091-176-4)
- [One-Soon Her 2008] Soon Her 萬順 One 何, Grammatical functions and verb subcategorization in Mandarin Chinese, Taipei : Crane Publishing Co., Ltd (文鶴 wen he)｜année=2008,‎ 2008, 284 p. (ISBN 978-986-147-273-7)